# 爆走夢歌
爆走夢歌（ばくそうゆめうた）は、Diggy-MO'の1枚目のシングルである。

## 解説
SOUL'd OUTのメインMCであるDiggy-MO'のソロデビューシングル。表題曲の爆走夢歌は、アニメ『ソウルイーター』のエンディング・テーマ。
初回盤はCD＋DVD/2枚組で、「ソウルイーター」スーパークリアアナザージャケット仕様になっている。

## 収録曲

### CD
1. 爆走夢歌 (3:56)
作詞・作曲：Diggy-MO'　編曲：JUNKOO　ストリングスアレンジ：JUNKOO，Diggy-MO'，河野伸
2. CHALLENGER (2:49)
作詞・作曲・編曲：Diggy-MO'，DJ Mass
3. UNCHAIN (4:45) 
作詞：Diggy-MO'　作曲・編曲：Diggy-MO'，EIGO

### DVD (初回盤)
1. 爆走夢歌
2. CHALLENGER